# Technomyrmex convexifrons
Technomyrmex convexifrons é uma espécie de formiga do gênero Technomyrmex.